# BB-8
是《星際大戰》系列的一個機器人角色，屬於球形機器人，首次出現於2015年的宇宙史詩電影《STAR WARS：原力覺醒》。這個角色同時由傀儡和真正的機器人詮釋。
官方曾經在一場活動時讓飾演BB-8的機器人和R2D2一起短暫登場過。因為是新角色加上各種玩具商的宣傳，BB-8在登場後人氣很高。Sphero出品的智能球BB-8更是銷售，其銷量是Sphero傳統智能球的百倍以上（本來每小時14個普通智能球，BB-8的話則是2000個）另外Hasbro和迪士尼都有做BB-8的周邊。

## 登場電影 一 原力覺醒
在《原力覺醒》中，BB-8的主人波·戴姆倫把尋找盧克·天行者的地圖交給它，以到達抵抗勢力（The Resistance）的手中。經過重重困難，它的地圖和R2-D2的地圖結合，形成了完整的地圖。

## 來源注釋
1. ↑  Star Wars Databank.